# Гус (Белуно)
Гус (итал. Gus) је насеље у Италији у округу Белуно, региону Венето.
Према процени из 2011. у насељу је живело 216 становника. Насеље се налази на надморској висини од 313 м.